# Nyctixalus moloch
Nyctixalus moloch és una espècie d'amfibi que viu a l'Índia i, possiblement també, a Bhutan i la Xina.
Està amenaçada d'extinció per la pèrdua del seu hàbitat natural.